# Okiep
Okiep est une petite ville située dans le Cap-Nord en Afrique du Sud. Dans les années 1870, Okiep était une ville riche en minerai de cuivre.